# Rami Shaaban
Rami Shaaban (arabul: رامي شعبان; Fisksätra, 1975. június 30. –) svéd válogatott labdarúgókapus. Édesapja egyiptomi, édesanyja finn származású.

## Sikerei, díjai
Djurgårdens IF
- Svéd bajnok (1): 2002
- Svéd kupagyőztes (1): 2002

Arsenal
- Angol bajnok (1): 2003–04
- Angol kupagyőztes (1): 2002–03

Fredrikstad FK
- Norvég kupagyőztes (1): 2006

Egyéni
- Az év kapusa Svédországban (2): 2006, 2007